# الموت والعذراء (فلم)
الموت والعذراء (بالإنجليزية: Death and the Maiden) فيلم دراما، وغموض، وتشويق وإثارة من إنتاج مشترك أمريكي، بريطاني وفرنسي للمخرج رومان بولانسكي عام 1994، ويستند إلى مسرحية 1990 التي تحمل نفس العنوان للكاتب والمؤلِّف، والكاتب المسرحي، الصحفي، وكاتب السيناريو الأرجنتيني أرييل دورفمان، الذي شارك أيضًا في كتابة سيناريو الفيلم مع رافائيل يغليسياس. الفيلم من بطولة سيغورني ويفر وبن كينجسلي وستيوارت ويلسون وتدور الأحداث حول سيدة تحاول الانتقام ممن قام بتعذيبها واغتصابها في فترة ديكتاتورية الحكم العسكري لدولة من دول أمريكا الجنوبية. ويجمع السينمائيين على أن البلد المقصودة هي تشيلي.
عنوان الفيلم، "الموت والعذراء"، مأخوذ من مقطوعة موسيقية، لرباعي وتريات، للموسيقار فرانز شوبرت وضعها في فبراير 1817، وعزفها، كابي وديابيلي، لأول مرة في فيينا في نوفمبر 1821.  
صدر الفيلم إلى دور العرض الأمريكية 23 ديسمبر 1994.
منح موقع قاعدة بيانات الأفلام على الإنترنت (IMDB) الفيلم درجة 7.3/ 10.

## طاقم التمثيل
سيغورني ويفر: في دور بولينا إسكوبار
بن كينجسلي: في دور دكتور روبرتو ميراندا
ستيوارت ويلسون: في دور جيراردو إسكوبار
أسرة الدكتور ميراندا (تظهر في المشهد الأخير)
كرستيا موفا: في دور زوجة الدكتور ميراندا
جوناثان فيجا: في دور ابن الدكتور ميراندا
رودولف فيغا: في دور ابن الدكتور ميراندا
(العازفون في المشهد الأول، والأخير)
جيلبرتو كورتيس: عازف رباعي الوتريات
خورخي كروز: عازف رباعي الوتريات
كارلوس مورينو: عازف رباعي الوتريات
إدواردو فالينزويلا: عازف رباعي الوتريات
سيرجيو أورتيجا ألفارادو: مدير رباعي الوتريات 

## أحداث الفيلم
تبدأ الأحداث في بلد ما في أمريكا الجنوبية بعد سقوط الديكتاتورية .. ورباعي الكمان والتشيللو يعزف مقطوعة للموسيقار فرانز شوبرت.
في بيت معزول في جزيرة تقوم بولينا اسكوبار (سيغورني ويفر) بإعداد العشاء لها ولزوجها جيراردو اسكوبار (ستيوارت ويلسون) المحامي والنائب وناشط الحقوق المدنية. تستمع بولينا في الأخبار عن خبر إجتماع رئيس الدولة روميرو لتشكيل لجنة للبحث في انتهاكات حقوق الإنسان وأعمال التعذيب والقتل التي جرت بين عامي 1975 – 1980 تحت الحكم العسكري، وتعرف أن زوجها قبل رئاسة هذه اللجنة. ينقطع التيار الكهربائي نتيجة عواصف وهطول أمطار غزيرة وتيأس بولينا من حضور زوجها للعشاء وتتناول طعامها، وتدخن سيجارتها خارج البيت في عصبية شديدة والأمطار تتساقط عليها. تشاهد ضوء سيارة قادمة فتسارع بإطفاء كل الشموع وتتسلح بمسدس محشو بالرصاص. تصل السيارة ويخرج منها جيراردو وهو يشكر السائق الذي يقدم نفسه لجيراردو، انه الدكتور روبرتو ميراندا (بن كينجسلي) الذي أنقذ جيراردو بعد انفجار إطار سيارته. يودع جيراردو الدكتور ويدخل بيته ليجد بولينا منزعجة من خبر رئاسته للجنة التحقيق حتى أنه بعد أن جفف ملابسه وبدأ يتناول عشائه، تقوم بولينا بازالة صحن الطعام والقائه في صندوق القمامة.
تظهر جروح قديمة على ظهر بولينا، وتجهش بالبكاء حزناً على ما يقوم به جيراردو من إجراءات لا طائل من ورائها ولا تعيد للمظلومين، في عهد الحكم العسكري، حقوقهم بينما يطلب منها جيراردو منحه الوقت لتصحيح الأخطاء.
يطرق الباب الدكتور ميراندا وقد عاد حاملاً الاطار المثقوب لجيراردو معتذرا عن نسيانه ذلك، ويدعوه جيراردو لتناول مشروب، وعندما يدعو بولينا للجلوس مع الضيف تعتذر وتدعي النوم. أثناء محادثة ميراندا وجيراردو تقوم بولينا بجمع ملابسها وجمع كل الأموال الموجودة في البيت وتسارع بقيادة سيارة الدكتور ميراندا راحلة عن البيت. ينزعج ميراندا مما حدث ويطمئنه جيراردو بأن زوجته لابد عائدة لبيتها. بقضي الرجلين الليلة في الشراب ثم ينسحب جيراردو لغرفة النوم، وينام ميراندا على الأريكة. تعود بولينا، بعد أن دفعت سيارة ميراندا من على الجرف لتتحطم على الصخور وتغرق في مياه المحيط، وتهوي بمؤخرة المسدس على رأس الدكتور وتقيدة إلى كرسي. تبدأ بولينا في رواية ما حدث لها منذ سنوات في السجن والضرب المبرح ثم حضور دكتور لعلاجها ولكنه يغتصبها عدة مرات، وبالرغم من تعصيب عينيها فقد عرفت الدكتور من صوته والموسيقى التي في سيارته وهي ذات الموسيقى التي اعتاد اغتصاب بولينا أثناء عزفها.
تتوالى الأحداث ويستيقظ جيراردو وتفشل محاولاته لإطلاق سراح الدكتور. يتلقى جيراردو مكالمة من رئيس الدولة ويخبره أنه سوف يرسل له بعض رجال الشرطة لحراسته حيث أنه أصبح مستهدفاً للقتل ممن يخشى كشف أمره أثناء تحقيقات اللجنة. تطلب بولينا اعتراف الدكتور ميراندا لإطلاق سراحه، ولكنه يصر على برائته مدعياً وجوده في إسبانيا أثناء فترة سجن بولينا. تصطحب بولينا الدكتور ميراندا لدفعه من حافة الجرف في نفس مكان إغراق سيارته لكي تبدو كحادثة تسببت في مصرعه. يعترف الدكتور ميراندا قبل دفعه للموت وتتركه بولينا وجيراردو الذي لحق بها. وفي المشهد الأخير تظهر بولينا وجيراردو في المسرح ومقطوعة "الموت والعذراء" يعزفها رباعي الوتريات، وهناك في أعلى المسرح يجلس الدكتور ميراندا وأسرته.

## حقيقة أحداث الفيلم
الإجماع يقول أن الرواية عن تشيلي والرئيس العسكري الديكتاتور أوغستو بينوشيه، وكشفت وثائق وكالة المخابرات المركزية التي رفعت عنها السرية أن الحكومة الأمريكية للرئيس ريتشارد نيكسون ووزير الخارجية هنري كيسنجر أثروا على انقلابات أمريكا اللاتينية والجنوبية في "عملية كوندور"، وهي محاولة لدعم الانقلابات العسكرية في بلدان مثل البرازيل وغواتيمالا وهايتي وأوروغواي وبوليفيا، السلفادور وبنما وشيلي. سعت عملية كوندور إلى التحريض على العنف والانتفاضات والتمردات العسكرية والفوضى الاقتصادية في المنطقة. عمل الكاتب دورفمان نفسه كمستشار ثقافي للرئيس التشيلي المُنتخب سلفادور ألليندي، الذي انتحر ببندقية بينما حاصرت القوات المتمردة قصر لا مونيدا، بدعم من الحكومة الأمريكية، وصعد بينوشيه إلى السلطة كديكتاتور وحكم شيلي لمدة 17 عامًا (من 1973 إلى 1981)، مما أدى إلى سجن حوالي 80.000 شخص وتعذيب 30.000 وقتل حوالي 3200.

## إنتاج الفيلم
قال المخرج رومان بولانسكي إنه استمتع كثيرا بصنع الفيلم. كان المنتج بوني تيمرمان، الذي عمل مع بولانسكي في ثلاثة أفلام أخرى، سعيدًا وهو يقول إنه كان متقدمًا عن الجدول الزمني وأشاد بعمل بولانسكي ووصفه بأنه "أفضل فيلم له منذ فيلم "تيس".

## الموسيقى
اللازمة المركزية في الفيلم هي موسيقى الرباعية الوترية الرابعة عشرة "الموت و العذراء" لشوبرت، المؤلف الموسيقي النمساوي (1797 – 1828)، واستند في نمطها الموسيقي العام على أغنية ألفها عام 1817 تحمل نفس العنوان التي تظهر تلهف وعشق شوبيرت لفكرة الموت الذي يظهر في هيئة إنسان للعذراء ويشجعها على الثقة فيه والاقبال على الموت. عزف هذه المقطوعة كابي وديابيلي، لأول مرة في فيينا في نوفمبر 1821.تم تشغيل تسجيل لهذه الرباعية أثناء اغتصاب بولينا ضمن أحداث الفيلم.

## استقبال الفيلم
حقق الفيلم 3 ملايين دولار في الولايات المتحدة وكندا وما يقدر بنحو 8 ملايين دولار في جميع أنحاء العالم.
منح موقع "الطماطم الفاسدة" الفيلم تقييماً مقداره 82% بناءاً على آراء 50 ناقداً سينمائياً، ومنح موقع "ميتاكريتيك" الفيلم تقييماً مقداره 72% بناءاً على آراء 19 ناقداً سينمائياً،
منح روجر إيبرت من صحيفة شيكاغو صن تايمز 3 من أصل 4 نجوم، وكتب: "الموت والعذراء يتمحور حول التمثيل. من ناحية أخرى، حتى مع وجود المخرج نفسه، قد يكون هذا عملا كئيبًا."

## الترشيحات
تلقى الفيلم 5 ترشيحات: أفضل فيلم – أفضل ممثلة رئيسية (سيغورني ويفر) – أفضل مخرج (ورمان بولانسكي) – أفضل مصور تونينو ديلي كولي
جوائز جمعية دالاس فورت وورث لنقاد السينما 1995: رشح لجائزة (  ) أفضل ممثلة (سيغورني ويفر)
فانتسي سبورت 1995: رشح لجائزة فيلم الخيال الدولي لأفضل فيلم (رومان بولانسكي)
جوائز فيلم إندبندنت سبيريت 1995: رشح لجائزة الروح المستقلة لأفضل مخرج (رومان بولانسكي)
النقابة الوطنية الإيطالية للصحفيين السينمائيين 1996: رشح لجائزة الشريط الفضي لأفضل تصوير سينمائي (تونينو ديلي كولي)

## وصلات خارجية
- مقالات تستعمل روابط فنية بلا صلة مع ويكي بيانات